# Gynoplistia (Gynoplistia) flavofemorata
Gynoplistia (Gynoplistia) flavofemorata is een tweevleugelige uit de familie steltmuggen (Limoniidae). De soort komt voor in het Australaziatisch gebied.